# تومي ماراس
تومي ماراس (بالإنجليزية: Tommy Maras)‏ هو لاعب كرة قدم أسترالي في مركز حراسة المرمى، ولد في 13 سبتمبر 1967 في أستراليا. لعب مع نادي برث غلوري ونادي برث.